# Thunbergia petersiana
Thunbergia petersiana é uma espécie de planta com flor pertencente à família Acanthaceae.
A autoridade científica da espécie é Lindau, tendo sido publicada em Bot. Jahrb. Syst. 17(1-2): 89. 1893.

## Moçambique
Trata-se de uma espécie presente no território moçambicano, nomeadamente em Niassa, Zambézia,  Manica e Sofala (regiões como estão definidas na obra Flora Zambesiaca).
Em termos de naturalidade trata-se de uma espécie nativa.